# Kenny Molly
Kenny Molly (Izegem, 24 dicembre 1996) è un ciclista su strada belga che corre per il team Van Rysel-Roubaix; è professionista dal 2019.

## Palmarès
- 2017 (AGO-Aqua Service, una vittoria)

Schaal Egide Schoeters

### Altri successi
- 2019 (Wallonie Bruxelles)

Classifica traguardi volanti Tour du Poitou-Charentes
- 2020 (Bingoal-Wallonie Bruxelles)

Classifica scalatori Okolo Slovenska
- 2021 (Bingoal Pauwels Sauces WB)

Classifica scalatori Tour de Luxembourg
- 2024 (Van Rysel-Roubaix)

4ª tappa Tour du Beaujolais (Porte des Pierre Dorées > Porte des Pierre Dorées)
- 2025 (Van Rysel-Roubaix)

Classifica scalatori Tour des Alpes-Maritimes

## Piazzamenti

### Classiche monumento
- Giro delle Fiandre

2020: non partito
- Liegi-Bastogne-Liegi

2019: ritirato
2020: 101º
2021: 122º
2022: 95º

### Competizioni mondiali
- Campionati del mondo

Innsbruck 2018 - In linea Under-23: ritirato

### Competizioni continentali
- Campionati europei

Zlín 2018 - In linea Under-23: 11º